# 本牧和田
本牧和田（ほんもくわだ）は、神奈川県横浜市中区の町名。丁番を持たない単独町名である。住居表示実施済み区域。

## 地理
中区の南部にある本牧地区に位置し、東に本牧原、西に本牧荒井、南東に本牧三之谷、南西に本牧間門、北に和田山と接している。

### 地価
住宅地の地価は、2024年（令和6年）7月1日の神奈川県地価調査によれば、本牧和田29-8の地点で36万8000円/m²となっている。

## 歴史

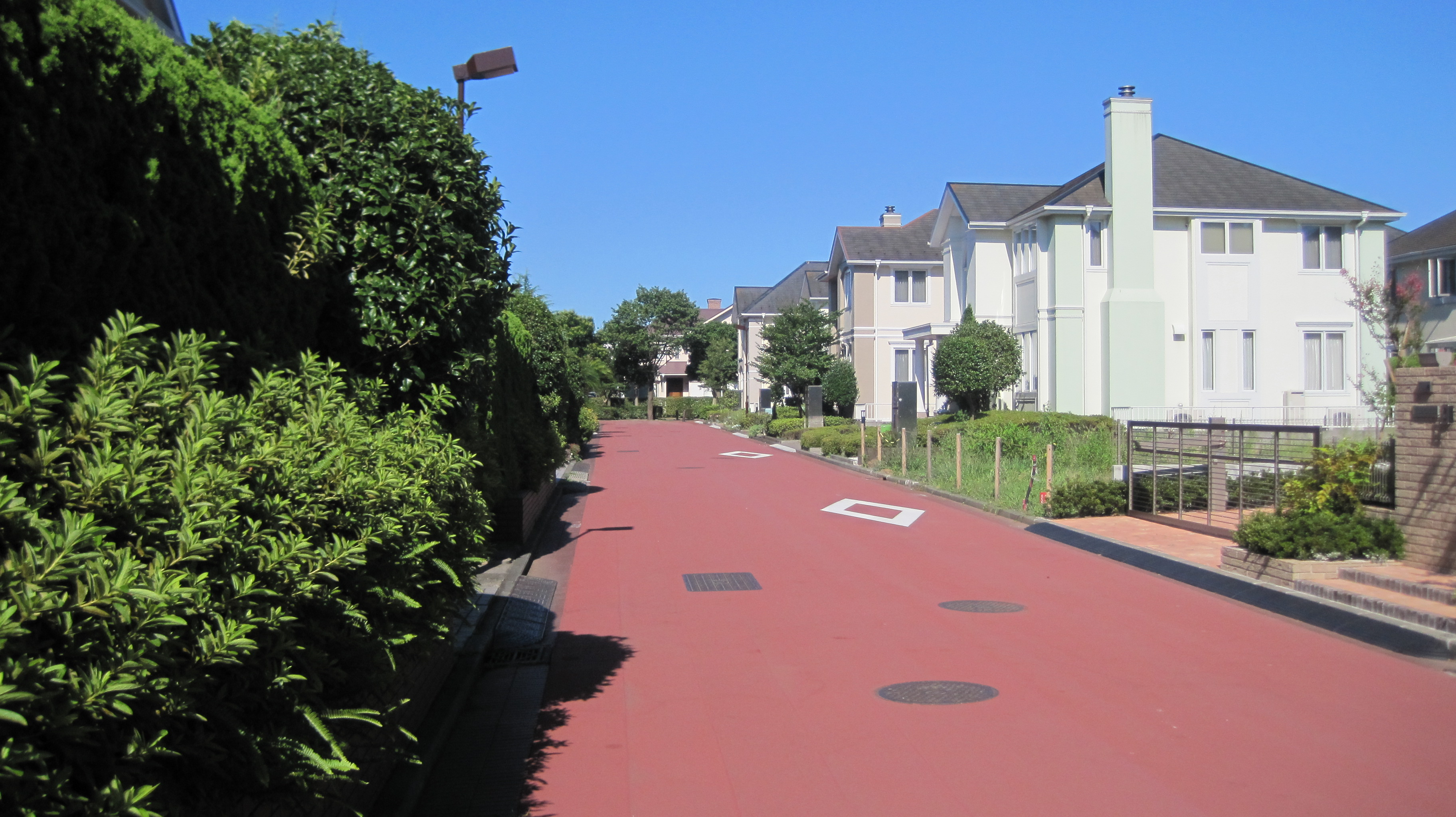
本牧和田の住宅街（米軍住宅地区跡地）

### 沿革
- 1933年（昭和8年）4月1日 - 本牧町字和田、池田の各一部をもって本牧和田を新設[7]。
- 1986年（昭和61年）7月21日 - 本牧荒井、本牧三之谷、本牧町、間門町の各一部を編入。本牧和田の一部を本牧原、和田山へ編入。住居表示を実施[8]。

## 世帯数と人口
2025年（令和7年）6月30日現在（横浜市発表）の世帯数と人口は以下の通りである。
| 町丁     | 世帯数  | 人口    |
| -------- | ------- | ------- |
| 本牧和田 | 683世帯 | 1,553人 |

### 人口の変遷
国勢調査による人口の推移。
| 年                 | 人口  |
| ------------------ | ----- |
| 1995年（平成7年）  | 1,315 |
| 2000年（平成12年） | 1,807 |
| 2005年（平成17年） | 1,761 |
| 2010年（平成22年） | 1,701 |
| 2015年（平成27年） | 1,590 |
| 2020年（令和2年）  | 1,617 |

### 世帯数の変遷
国勢調査による世帯数の推移。
| 年                 | 世帯数 |
| ------------------ | ------ |
| 1995年（平成7年）  | 410    |
| 2000年（平成12年） | 595    |
| 2005年（平成17年） | 614    |
| 2010年（平成22年） | 622    |
| 2015年（平成27年） | 603    |
| 2020年（令和2年）  | 645    |

## 学区
市立小・中学校に通う場合、学区は以下の通りとなる（2024年11月時点）。
| 番地 | 小学校             | 中学校             |
| ---- | ------------------ | ------------------ |
| 全域 | 横浜市立本牧小学校 | 横浜市立本牧中学校 |

## 事業所
2021年（令和3年）現在の経済センサス調査による事業所数と従業員数は以下の通りである。
| 町丁     | 事業所数 | 従業員数 |
| -------- | -------- | -------- |
| 本牧和田 | 47事業所 | 497人    |

### 事業者数の変遷
経済センサスによる事業所数の推移。
| 年                 | 事業者数 |
| ------------------ | -------- |
| 2016年（平成28年） | 35       |
| 2021年（令和3年）  | 47       |

### 従業員数の変遷
経済センサスによる従業員数の推移。
| 年                 | 従業員数 |
| ------------------ | -------- |
| 2016年（平成28年） | 452      |
| 2021年（令和3年）  | 497      |

## 施設
- 本牧神社
- 横浜市立本牧小学校
- 横浜市立本牧中学校
- オーケー
- 横浜信用金庫
- 新本牧公園

## その他

### 日本郵便
- 郵便番号 : 231-0827[3]（集配局：横浜港郵便局[18]）

### 警察
町内の警察の管轄区域は以下の通りである。
| 番・番地等 | 警察署     | 交番・駐在所   |
| ---------- | ---------- | -------------- |
| 1〜11番    | 山手警察署 | 本牧三之谷交番 |
| 12番以降   | 山手警察署 | 根岸交番       |